# Kostel Nanebevzetí Panny Marie (Nový Jičín)
Kostel Nanebevzetí Panny Marie je barokní trojlodní kostel, který se nachází v historickém centru města Nový Jičín. Kostel je zapsán na seznamu národních kulturních památek od 3. května 1958. Zároveň je také farním kostelem římskokatolické farnosti Nový Jičín.

## Historie
První zmínky o kostele sahají do roku 1363, ale byl zřejmě postaven při založení města, pravděpodobně na konci 13. století. Zpočátku byl kostel dřevěný, postupně se přestavěl na kamenný. V roce 1503 vyhořel a následně byl upraven v pozdně gotickém slohu v trojlodní s odsazeným presbyteriem. Během let 1587 až 1618 byla přistavěna renesanční věž kostela. Během třicetileté války byla v roce 1621 poničena věž i kostel. V roce 1629 byla věž opravena k dnešní podobě. Na počátku 18. století byl z důvodu chátrání a nedostatečné kapacity chrám zbořen a na jeho místě byl postaven nový v barokním stylu.